# Aitor Amezaga
Aitor Amezaga Asensio (Bilbao, Vizcaya, 2 de junio de 1958) es un músico español, arreglista y compositor.

## Trayectoria
Comenzó sus estudios en el Conservatorio J.C. de Arriaga de Bilbao terminando el grado superior en el Conservatorio de San Sebastián. Completó su formación en L'aula de música moderna y Jazz de Barcelona. Desde 1973, ha colaborado como arreglista y músico de grabación en más de ochenta discos de reconocidos grupos. Realiza música para televisión, radio y diferentes medios de comunicación. En la actualidad, reparte su actividad creativa con la pedagógica impartiendo clases en la Escuela de Música de San Sebastián así como colaborando en el Conservatorio de Irún, en la Udako Euskal Unibertsitatea y en la Asociación Vasca de acordeón. Además, ha creado la banda sonora de varios largometrajes.
- Datos: Q20022873